# Alomya semiflava
Alomya semiflava là một loài tò vò trong họ Ichneumonidae.